# Martin Hinds
Martin Hinds (Penarth, 10 aprile 1941 – Cambridge, 1º dicembre 1988) è stato uno storico britannico.
Laureatosi presso il Trinity College della Cambridge University, Hinds è stato un apprezzato studioso del Vicino Oriente islamico e uno storico britannico specializzato nel primo Islam.
Dopo i suoi primi studi alla Dame Allen's School a Newcastle upon Tyne e dopo aver frequentato la School of Oriental and African Studies di Londra, dove conseguì un PhD nel 1969, nel 1963 fu promosso Assistant Lecturer di quella prestigiosa università con studi di orientalistica e nel 1966 ebbe la stessa carica presso la Cambridge University. 

Fellow nel 1972 presso quel Trinity College in cui si era laureato, Hinds ricoprì varie cariche di rilievo, tra cui quella di Direttore del dipartimento di Oriental Studies.

Fu anche al Cairo come Direttore del Center for Arabic Study Abroad (CASA) e poi come Direttore dell'Unità di Lingua Araba dell'Università Americana del Cairo (UAC) dal 1970 al 1972.
Fu tra l'altro coautore, con Patricia Crone, del libro God's Caliph: Religious Authority in the First Centuries of Islam (1986) e coautore con El-Said Badawi di A Dictionary of Egyptian Arabic: Arabic-English, oltre ad essere autore di una serie di innovativi articoli, usciti tra gli altri sulle riviste al-Abḥāth e Iran.

## Opere scelte
Oltre ai titoli citati nel lemma, si possono ricordare:
- Traduzione e commento del vol. XXIII (The Zenith of the Marwānid House, relativo al califfato di ʿAbd al-Malik b. Marwān e di al-Walīd I), della Storia di Ṭabarī, curata da E. Yarshater per la SUNY Press (Albany, 1990).
- Lemmi «al-Maghāzī», «Makhzūm, Banū», «Miḥna» e «Muʿāwiya b. Abī Sufyān» per l'Encyclopaedia of Islam.